# Honoré Mercier (fils)
Pour les articles homonymes, voir Honoré Mercier (homonymie) et Mercier.
Honoré Mercier (fils) (né le 20 mars 1875 à Saint-Hyacinthe, mort le 19 juin 1937 à Châteauguay à l'âge de 62 ans) est un avocat et un homme politique québécois. Il a été député de la circonscription de Châteauguay de 1907 à 1908 puis de 1908 à 1936, sous la bannière du Parti libéral du Québec. Il est le fils d'Honoré Mercier, 9e premier ministre du Québec, et le père de Honoré Mercier (petit-fils), qui sera aussi député de Châteauguay.

## Biographie
Fils aîné d'Honoré Mercier et de Virginie St-Denis, Honoré Mercier naît le 20 mars 1875 à Saint-Hyacinthe,. Il est baptisé le 12 avril à la cathédrale Saint-Hyacinthe-le-Confesseur sous le nom de Joseph Honoré Alfred Edouard Mercier. Il hérite du titre de comte romain à la mort de son père, en 1894.  
Mercier fait ses études au collège Sainte-Marie puis à l'Université Laval à Montréal. Bachelier en loi, il est admis au Barreau du Québec en 1900 puis sera nommé conseiller en loi du roi en 1913, sous le règne de Georges V.   
Le 21 avril 1903, il se marie avec Jeanne Fréchette, fille de l'avocat et poète Louis Fréchette, à la cathédrale Saint-Jacques-le-Majeur de Montréal. Dix enfants naissent de leur union, dont le politicien Honoré Mercier (petit-fils).  
Élu pour la première fois à l'Assemblée législative du Québec en 1907, Mercier demeure député libéral de Châteauguay presque sans interruption jusqu'à sa retraite en 1936. Il siège au Conseil exécutif de la province à partir de 1919, d'abord comme ministre de la Colonisation, des Mines et des Pêcheries puis comme ministre des Terres et Forêts, sous les gouvernements de Lomer Gouin, son beau-frère, et de Louis-Alexandre Taschereau.  
Honoré Mercier meurt le 19 juin 1937 à Châteauguay. Il est enterré au cimetière Notre-Dame-des-Neiges de Montréal.  

## Distinctions
- Comte romain[2]
- Conseiller du roi[1]
- Commandeur de l'Ordre de Saint-Grégoire-le-Grand[1]
- Chevalier de la Légion d'honneur[1]

## Archives
Le fonds d'archives de la famille Mercier est conservé au centre d'archives de Montréal de Bibliothèque et Archives nationales du Québec.